# Craugastor milesi
Craugastor milesi är en groddjursart som först beskrevs av Schmidt 1933.  Craugastor milesi ingår i släktet Craugastor och familjen Craugastoridae. IUCN kategoriserar arten globalt som akut hotad. Inga underarter finns listade i Catalogue of Life.